# Solinus corticola
Solinus corticola är en spindeldjursart som först beskrevs av Chamberlin 1923.  Solinus corticola ingår i släktet Solinus och familjen Garypinidae. Inga underarter finns listade i Catalogue of Life.